# Seksisme

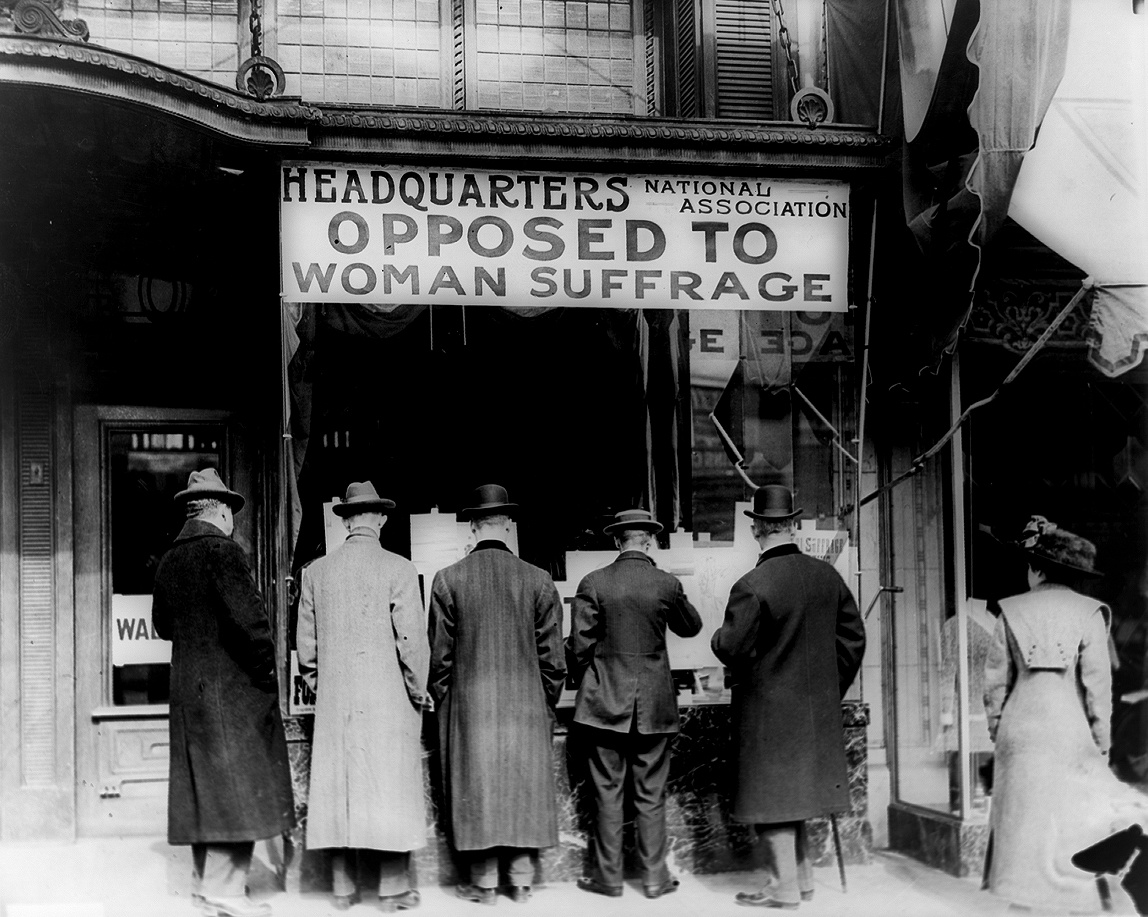
Ingang van de National Association Opposed To Woman Suffrage

Seksisme is discriminatie op grond van iemands sekse.
Extreme vormen van seksisme zijn vrouwenhaat (misogynie) of mannenhaat (misandrie).

## Seksisme tegenover vrouwen
Een vorm van seksisme is de discriminatie van vrouwen, die de vrouwenbeweging al sinds haar ontstaan bestrijdt. Dat heeft geleid tot nationale en internationale wetgeving. Zo bestaat er een Internationaal Verdrag tot Uitbanning van Vrouwendiscriminatie, kortweg het VN-Vrouwenverdrag. Er is veel onderzoek gedaan naar vrouwendiscriminatie.

## Vormen van seksisme

### Vooroordelen
Zowel mannen als vrouwen kunnen seksistische vooroordelen hebben over gedrag of eigenschappen van vrouwen, die zowel positief als negatief kunnen uitvallen. Voorbeelden van deze stereotiepe denkbeelden zijn:
- Vrouwen zijn risicomijdend[1]
- Vrouwen zijn verzorgend van aard[1]
- Vrouwen willen geen grote bedragen investeren[1]
- Vrouwen kunnen niet onderhandelen[2]
- Vrouwen zijn emotioneel, weinig ambitieus, gericht op sociale contacten, gericht op hun uiterlijk etc.[3]

Over mannen bestaan soortgelijke – tegengestelde – stereotiepe denkbeelden, zoals "mannen zijn stoer", "mannen zijn dominant en agressief", enzovoorts.

### Seksistisch taalgebruik
Bij seksistisch taalgebruik wordt de ene sekse, doorgaans de man, impliciet als de norm beschouwd, of worden vrouwen als minder belangrijk of minder waardevol aangeduid. Agnes Verbiest noemt dit de asymmetrische man/vrouw-verhouding.
Voorbeelden van seksistisch taalgebruik zijn:
- Het gebruik van generieke mannelijke termen om te verwijzen naar een groep van gemengd geslacht of het gebruik van "jongens" in het Nederlands.
- Het gebruik van het mannelijk voornaamwoord (hij, zijn, hem) als standaard om te verwijzen naar een persoon van onbekend geslacht.
- In algemene zin taken of beroepen aanduiden met termen die eindigen op "-man", zoals zakenman, timmerman,[4] politieman of cameraman.
- Andere aanduidingen gebruiken voor mannen en vrouwen, zoals mannen aanspreken als collega en uitsluitend vrouwen als collegaatje.[4]
- Het benoemen van niet ter zake doende lichamelijke kenmerken of (vermeende) gevoelens en gedragingen.

Als reactie op seksistisch taalgebruik bestaat er behoefte aan genderneutraal taalgebruik.

### Seksistisch beeldgebruik

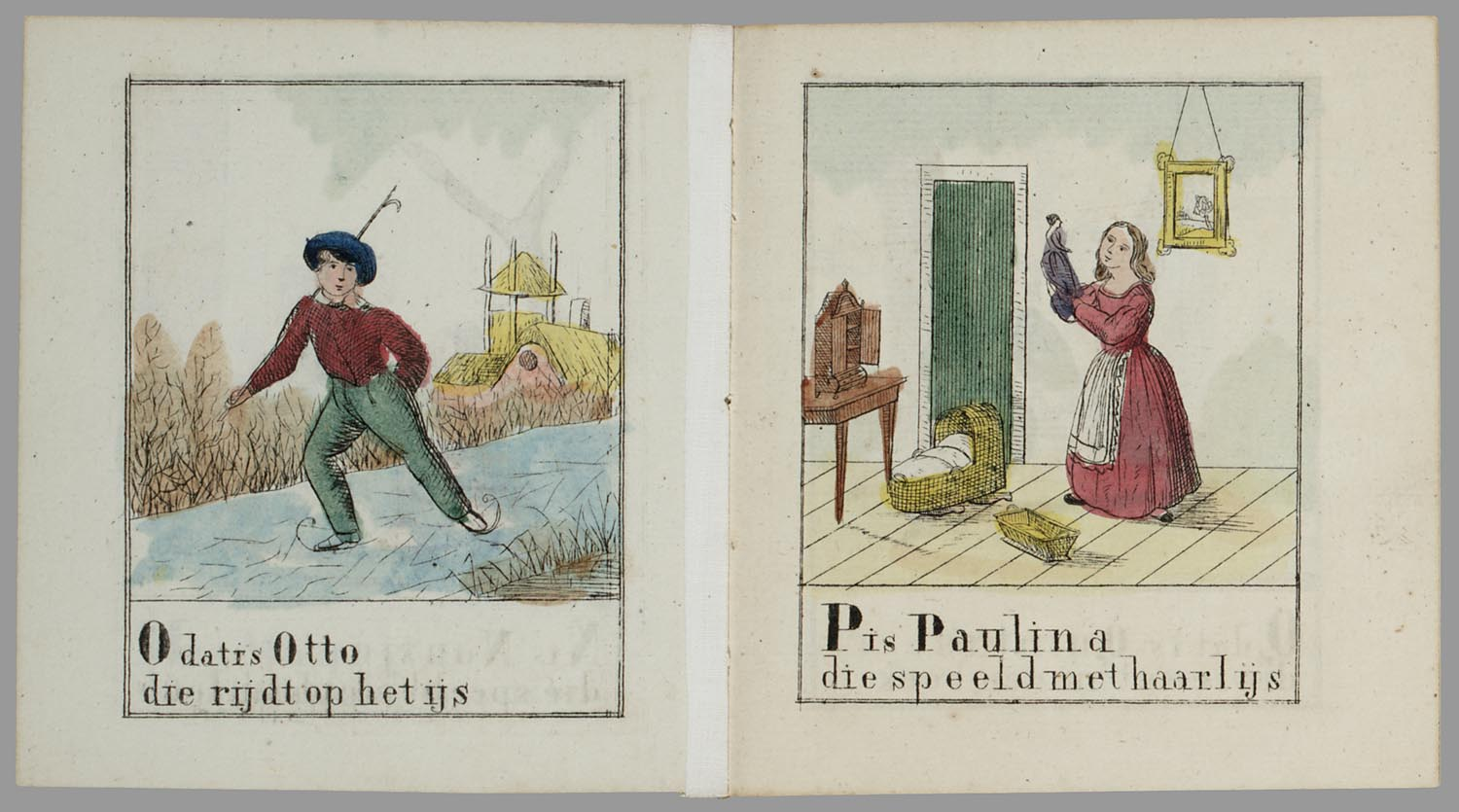
Boek met het alfabet, letter O en P. De jongen schaatst, het meisje speelt met haar pop. Het gehele boek is op deze manier ingedeeld.

Het beeldgebruik in (school)boeken, in films, op het internet, in de reclame, in kranten en tijdschriften kan seksistisch zijn, als het bijvoorbeeld de stereotiepe denkbeelden over vrouwen en mannen bevestigt. Vrouwen worden bij seksistisch beeldgebruik vaker als verzorgend afgebeeld dan mannen. Zij zijn vaker bezig met voedsel, zorgen vaker voor de kinderen, of worden vaker seksueel getint of romantisch afgebeeld. Ook hier geldt omgekeerd dat het afbeelden van mannen in stereotiepe rollen eveneens seksistisch kan zijn.

### Seksisme op het werk
Naast seksistisch gedrag van collega's onder elkaar komt het ook voor dat de werkgever vrouwen en mannen anders behandelt. Een voorbeeld hiervan is dat vrouwen soms minder verdienen dan mannen met dezelfde opleiding, aantal gewerkte uren en ervaring. Dit wordt de loonkloof genoemd. Een motief kan zijn dat een vrouw vaker afwezig zou zijn vanwege menstruatieklachten of zwangerschap.

### Welwillende vormen van seksisme
Naast vijandig seksisme is er ook goedbedoeld seksisme. Mannen die de deur openhouden voor vrouwen en altijd de restaurantrekening betalen hoeven er niet per se seksistische denkbeelden op na te houden, maar hun gedrag kan wel werken als "een soort beloningssysteem om vrouwen op hun plaats te houden".

### Seksisme en godsdienst
Bepaalde godsdiensten berusten vanouds op seksistische principes. Zo staan in de Rooms-Katholieke Kerk, het jodendom en de islam hogere geestelijke functies niet open voor vrouwen. Ter rechtvaardiging beroepen deze godsdiensten zich op hun basisgeschriften (Bijbel, Thora, Koran), waarin geen voorbeelden te vinden zijn van toebedeling van priesterlijke functies aan vrouwen. Binnen de Rooms-Katholieke Kerk vindt al tientallen jaren discussie plaats over het eventueel openstellen van ambten voor vrouwen. De kerkelijke leiding in Rome voelt hier nog steeds niets voor. De grote uitstroom van gelovigen uit de Kerk in westerse landen vindt deels zijn verklaring in deze principiële discriminatie tussen mannen en vrouwen.

### Kledingvoorschriften
Kledingvoorschriften naar geslacht kunnen discriminerend overkomen voor wie liever die voor het andere geslacht opvolgt.

## Positieve discriminatie
Het bewust bevoordelen op basis van enkel het geslacht komt ook voor. Dit is als wettelijke uitzondering op het verbod op discriminatie toegestaan als het bedoeld is om een achterstandspositie van het ene geslacht ten opzichte van het andere te verkleinen of op te heffen, en mits het een tijdelijk karakter heeft. Zo kan bij banen waarbij vrouwen ondervertegenwoordigd zijn de voorkeur uitgaan naar een vrouwelijke kandidaat. Ook het feit dat in Nederland tot en met 2017 de militaire dienstplicht alleen voor mannen gold, werd verdedigd met het argument dat de vrijstelling van militaire dienstplicht de arbeidskansen voor vrouwen zou vergroten. Dit argument woog voor de regering lange tijd zwaarder dan de gelijke behandeling.
De Technische Universiteit Eindhoven besloot in 2019 gedurende  anderhalf jaar alle vacatures voor wetenschappelijke medewerkers alléén open te stellen voor vrouwen.
Het vooral in de horeca regelmatig voorkomende verschijnsel ladies night, waarbij enkel vrouwelijke gasten gratis of met korting entree of consumpties krijgen, is in jurisprudentie als strijdig met de wet op gelijke behandeling aangemerkt.

## Recht

### België
In 2014 werd in België seksisme strafbaar gemaakt met de wet van 22 mei 2014 ter bestrijding van seksisme in de openbare ruimte en tot aanpassing van de wet van 10 mei 2007 ter bestrijding van discriminatie teneinde de daad van discriminatie te bestraffen. Sindsdien is het er echter tot weinig aangiftes gekomen. Mediatieke voorbeelden van veroordelingen wegens seksisme waren de zaken tegen Jeff Hoeyberghs en tegen Redouane Ahrouch van de partij Islam.
Seksisme is geen klachtmisdrijf. Dat wil zeggen dat er voor het openbaar ministerie geen klacht van het slachtoffer nodig is om tot vervolging over te kunnen gaan.

#### Voorwaarden
Artikel 2 van de wet van 2014 omschrijft seksisme als volgt:
(...) elk gebaar of handeling die, in de in artikel 444 van het Strafwetboek bedoelde omstandigheden, klaarblijkelijk bedoeld is om minachting uit te drukken jegens een persoon wegens zijn geslacht, of deze, om dezelfde reden, als minderwaardig te beschouwen of te reduceren tot diens geslachtelijke dimensie en die een ernstige aantasting van de waardigheid van deze persoon ten gevolge heeft.
De volgende constitutieve bestanddelen moeten dus aanwezig zijn zodat er sprake is van seksisme:
1. een gebaar of handeling, waaronder verbale uitingen,
2. die in het openbaar werden gesteld,
3. met een ernstige aantasting van de waardigheid van een persoon,
4. gepleegd met het bijzonder opzet om, wegens het geslacht, minachting uit te drukken jegens een persoon of deze als minderwaardig te beschouwen, of om de persoon te reduceren tot diens geslachtelijke dimensie.

#### Straf
Seksisme kan worden bestraft met een gevangenisstraf van een maand tot een jaar en/of met een geldboete van vijftig tot duizend euro. De geldboete moet worden vermeerderd met de opdecimes.

## Gender
De studie naar geslachtsrollen en de verandering van stereotypen wordt dikwijls aangeduid met de term genderstudies. Het Engelse begrip gender wordt gebruikt om de maatschappelijke rol en ook de zelfbeleving van een individu te onderscheiden van zijn biologische seksualiteit. Voor discriminatie op grond van gender is de term genderisme bedacht.